# Pandémie de Covid-19 à Saint-Marin
La pandémie de Covid-19 à Saint-Marin démarre officiellement le 27 février 2020. À la date du 18 septembre 2022, le bilan est de 118 morts.

## Événements
Le premier cas de contamination à Saint-Marin est détecté le 27 février 2020. Il s'agit d'un homme de 88 ans, venu d'Italie. Ce dernier, hospitalisé dans un hôpital de Rimini, meurt le 1er mars, alors que sept autres cas de Covid-19 sont confirmés par le Groupe de coordination des urgences sanitaires.
Face à l'augmentation du nombre de cas contaminés, le gouvernement décide le 14 mars 2020 une mise en quarantaine nationale jusqu'au 6 avril. Avec 4 956 cas au 10 avril 2021, Saint-Marin est le micro-État le plus durement touché par la pandémie.
Le 26 juin 2020, le pays ne comptait plus de cas actif. En effet, sur les 698 cas confirmés de Covid-19, 656 ont été guéris et 42 en sont décédés. La seconde vague débute au mois de novembre 2020.

## Statistiques

Nombre de cas à Saint-Marin depuis le début de l'épidémie.

Nombre de morts à Saint-Marin depuis le début de l'épidémie.